# アーネスト・カッセル

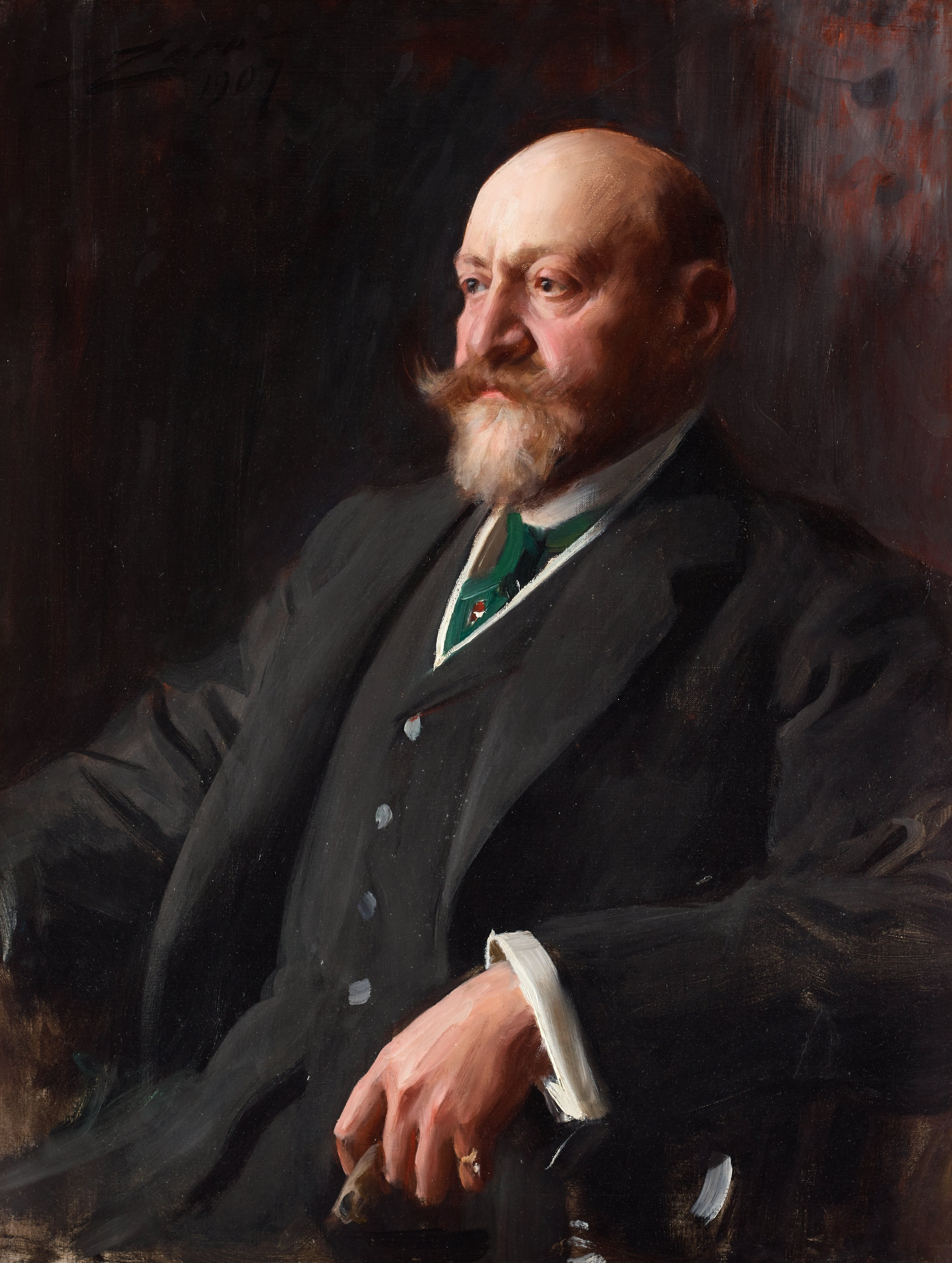
サー・アーネスト・カッセル、アンデシュ・ソーン画、1906年

サー・アーネスト・ジョセフ・カッセル（Sir Ernest Joseph Cassel, GCB, GCMG, GCVO, PC, 1852年3月3日 - 1921年9月21日）は、ドイツ生まれのイギリスの銀行家、投資家。

## 生涯
ユダヤ系高利貸しの息子としてケルンに生まれた。1869年に単身イギリスに渡り、リヴァプールの穀物取引会社で働いた。超人的な業務処理能力と生まれ持ったビジネス感覚で頭角を現し、パリの銀行に務めるようになる。しかし1870年に普仏戦争が起きると、プロイセン王国領出身だったために敵国人扱いされ、ロンドンの銀行に移った。
カッセルはやがて自ら商取引を開始し、成功を収めた。カッセルの関心分野は鉱業、公共設備事業、重工業にあった。投資先として最初に関心を向けたのはトルコだったが、その後はスウェーデン、アメリカ合衆国、南アメリカ諸国、南アフリカ、エジプトが主な投資先となった。
カッセルはその当時の世界屈指の資産家の1人に数えられ、エドワード7世王、首相ハーバート・ヘンリー・アスキス、ウィンストン・チャーチルらの親しい友人となった。1878年にアネット・マクスウェル（Annette Mary Maud Maxwell）と結婚した。夫妻の一人娘アメーリア・カッセル（Amalia Mary Maud Cassel, 1879年 - 1911年）は、初代マウント・テンプル男爵ウィルフリッド・アシュリーの夫人となった。
カッセルは妻の求めに従いカトリック信徒となったが、多くの点で自分をユダヤ人と認識していた。1902年の枢密院議員就任宣誓の際、カッセルがドゥエー＝ランス聖書を持参したために改宗が公になったが、この改宗は多くの上流階級を驚かせた。
カッセルは1910年に投資事業から引退した。彼は慈善事業に熱心に取り組み、教育事業に50万ポンドを、難病治療のために22万5000ポンドを、1911年に死んだ娘を記念してキング・エドワード病院財団（King Edward's Hospital Fund）に5万ポンドを提供し、第一次世界大戦中は英国赤十字社に莫大な寄付を行った。また1911年に友人のエドワード7世王を偲び、英独友好団体を創設し資金提供を行った。
カッセルは美術品を収集し、数多くの美しい邸宅を所有した。スイスの僻村リーダーアルプに建てたヴィラ・カッセル（Villa Cassel）は、特にお気に入りの別荘だった。またニューマーケットのモールトン放牧地（Moulton Paddocks）を所有して競走馬を育成した。
1921年に死去すると、2人の孫娘が遺産を相続した。遺産の大部分を相続した年長のエドウィナ・アシュリーは、イギリス王室の縁者であるルイス・マウントバッテン卿と結婚した。
カッセルの死去時、その資産は600万ポンドと見積もられた。これは2010年時点の資産価値に換算すると1億9700万ポンドに相当する額である。ただし、カッセルの死去当時は一時的に停止されていた金本位制に基づいて換算すると、600万ポンドは当時の相場で141万トロイオンスに兌換される。この重量の金は、2012年時点では15億ポンドの価値がある（1ポンド＝1ソヴリン＝0.2354トロイオンス）。

## 栄典
イギリス王室との友情と国際的な投資事業の成功により、カッセルはイギリスを始め多くの国々から栄典を授与された。当時の社交界で囁かれていたゴシップによれば、カッセルは諸国での資金提供の見返りにそれらを要求していたという。イギリス国内における栄典の授与は以下の通り。1899年、聖マイケル・聖ジョージ勲章（GCMG）上級騎士。1901年、ロイヤル・ヴィクトリア勲章（GCVO）上級騎士。1902年、大英帝国枢密院議員1905年、聖マイケル・聖ジョージ勲章の大十字騎士に昇級
。1906年、ロイヤル・ヴィクトリア勲章の大十字騎士に昇級。1909年、バス勲章（GCB）大十字騎士。
外国政府による叙勲は以下の通り。1900年、王立ヴァーサ勲章1等勲章(スウェーデン)、1903年、オスマニエ勲章大綬章(トルコ)。1906年、レジオンドヌール勲章司令官級勲章(フランス)。1908年、プロイセン王冠勲章1等勲章(プロイセン)。1909年、北極星勲章大十字章(スウェーデン)。1911年、勲一等旭日大綬章(日本)。1913年、赤鷲勲章1等勲章(プロイセン)。